# Dilili à Paris
Pour plus de détails, voir Fiche technique et Distribution.
Dilili à Paris est un film d'animation franco-belgo-allemand de Michel Ocelot sorti en 2018. Il raconte les aventures de Dilili, une petite fille franco-kanake, dans le Paris de la Belle Époque, où elle enquête aux côtés du chauffeur de triporteur Orel et bien d'autres personnages, comme Emma Calvé. Ils seront tous présents pour retrouver des fillettes qui ont mystérieusement disparu, enlevées par un réseau de bandits appelés les Mâles-Maîtres.

## Synopsis
À la Belle Époque, la petite métisse Dilili fait partie d'un village kanak installé dans un jardin public parisien. Orel, chauffeur de triporteur, se glisse dans l'enclos pour rencontrer Dilili, qui le retrouve le soir venu. Elle lui raconte son histoire : elle a à la fois des ancêtres européens et des ancêtres kanaks, elle a été éduquée par madame Michel (qui n'est autre que Louise Michel), puis à son arrivée à Paris, elle a rencontré une comtesse qui lui a appris les bonnes manières. Orel propose à Dilili de la promener dans Paris à bord de son triporteur pendant qu'il effectue ses livraisons. Enthousiaste, Dilili découvre les rues et places de Paris. Ils rencontrent Marie Curie, à qui Orel devait ramener sa fille Ève, puis la cantatrice Emma Calvé, amie d'Orel, qui aime chanter sur le lac souterrain qui s'étend sous l'opéra Garnier, ainsi que l'écrivain Marcel Proust en compagnie de son ami Reynaldo Hahn. La petite fille note sur son carnet les noms des célébrités qu'elle rencontre et qui lui donnent toutes sortes d'idées de métiers qu'elle aimerait faire plus tard. Très vite, Dilili est intriguée par les annonces des vendeurs de journaux : de petites filles sont régulièrement enlevées par un réseau de bandits qui signent leurs crimes du nom de « Mâles-Maîtres ». Dilili décide aussitôt d'enquêter pour retrouver les jeunes filles disparues. Elle-même victime d'une première tentative d'enlèvement dans un jardin public, elle est sauvée par Orel : il va falloir faire preuve de prudence, car les Mâles-Maîtres sont partout.
L'enquête mène Dilili et Orel jusqu'au Moulin du Diable, à Montparnasse, dans les quartiers pauvres où ils sont mal reçus. Ils franchissent la palissade, mais sont attaqués par un dogue enragé qui mord Orel au risque de lui transmettre la maladie. Dilili met Orel dans le triporteur et redescend la pente à fond de train jusqu'à l'Institut Pasteur, où elle supplie Louis Pasteur de vacciner Orel. Une fois ce dernier hors de danger, l'enquête peut reprendre. Pasteur et son entourage donnent de nouvelles pistes au duo d'enquêteurs. Ils se rendent alors au bateau-lavoir, un bâtiment qui abrite de nombreux artistes peintres du moment. Là, ils apprennent que les bandits se retrouvent régulièrement devant les spectacles du Moulin-Rouge. Dilili y rencontre Colette, puis le peintre et affichiste Henri de Toulouse-Lautrec, qui les aide à repérer deux Mâles-Maîtres. En épiant leur conversation, Dilili apprend qu'ils se préparent à dévaliser une bijouterie grâce à un équipement que l'un des bandits récupérera « à la porte de l'enfer ». Les deux jeunes détectives se rendent aussitôt à la police, mais personne ne les croit. Leurs amis peintres les orientent vers l'atelier du sculpteur Auguste Rodin, car la « porte de l'enfer » est le nom d'une de ses sculptures. Dilili y admire une œuvre de Camille Claudel. Quand ils arrivent dans le jardin où se trouve la « porte de l'enfer », le bandit est déjà là et Orel le poursuit sans succès : aussitôt sorti dans la rue, le Mâle-Maître s'éclipse inexplicablement. Ils prennent cependant leur poste pour guetter le braquage autour de la bijouterie. Dilili distrait le bandit qui monte la garde, tandis qu'Orel dételle le cheval de sa calèche. Quand le bandit chargé du braquage ressort de la bijouterie, Dilili utilise sa corde à sauter pour lui empêtrer les jambes et le faire tomber : son butin se répand au sol et les deux bandits sont arrêtés par la police. Un témoin admiratif, qui s'avère être le prince de Galles de passage à Paris, soutient Dilili face à un policier peu aimable.
Dilili et Orel se reposent chez Emma Calvé, qui les aide de ses conseils. Son chauffeur, Lebeuf, fait des remarques racistes et désagréables à Dilili à leur première rencontre. Quelque temps plus tard, Dilili est victime d'une seconde tentative d'enlèvement par un vieillard qui fait semblant de tomber. Mais Dilili reconnaît le Mâle-Maître à l'anneau qu'il porte dans le nez et l'intervention d'Orel pousse le « vieillard » à prendre la fuite. Par malheur, Emma Calvé confie Dilili à Lebeuf quelque temps plus tard. Or celui-ci a été approché par un Mâle-Maître qui lui a promis d'améliorer son sort s'il leur livre la petite fille. Le soir venu, Emma Calvé et Orel attendent Dilili en vain : elle a été enlevée. Le lendemain, Lebeuf se présente chez Emma Calvé. Devant elle et Orel médusés, il leur raconte ce qui est arrivé : il a livré Dilili aux Mâles-Maîtres comme convenu et a pu pénétrer dans leur repaire souterrain. Les Mâles-Maîtres contrôlent les égouts, ce qui leur permet d'apparaître et de disparaître très vite. Leur chef, le Grand Mâle-Maître, vêtu d'une tunique couleur prune, est persuadé que les femmes risquent de prendre le pouvoir et il cherche à les asservir. Dans le repaire des Mâles-Maîtres, les petites filles enlevées sont éduquées à n'être que des « quatre pattes », qui sont vêtues de noir, marchent à quatre pattes et sont esclaves des hommes au point de leur servir de sièges. C'en était trop même pour Lebeuf, qui s'est éclipsé et veut à présent aider Emma Calvé et Orel à lutter contre les Mâles-Maîtres.
Lebeuf guide Emma Calvé et Orel dans les égouts sous l'opéra Garnier, jusqu'à l'une des entrées du repaire des Mâles-Maîtres. Orel retrouve, flottant sur l'eau, des pages arrachées par Dilili à son carnet et qu'elle a semées pour indiquer par où les Mâles-Maîtres l'ont emmenée. Pendant que tous la cherchent, Dilili est rééduquée avec les autres petites filles, forcées de marcher à quatre pattes. Mais elle s'évade en plongeant dans les égouts. Au moment où elle tombe sur une grille fermée et désespère, Orel, Emma Calvé et Lebeuf arrivent et la délivrent. Tous rentrent se reposer à l'opéra. Ils rencontrent ensuite Sarah Bernhardt, qui les accueille dans sa luxueuse résidence. Dilili s'y repose et y reprend espoir pendant que tous conçoivent un plan pour délivrer les petites filles. Le repaire des Mâles-Maîtres est aéré par une ancienne cheminée d'usine dotée d'une girouette en forme de serpent. On peut donc délivrer les petites filles depuis les airs à l'aide d'un dirigeable léger actionné par des pédales. C'est l'ingénieur Alberto Santos-Dumont qui conçoit le plan du ballon, mais ses grandes dimensions et l'urgence de la situation sont telles que Sarah Bernhardt fait appel au baron allemand Ferdinand von Zeppelin pour sa fabrication.
Le soir venu, le dirigeable attend les enquêteurs sur le toit de l'opéra Garnier. Le plan fonctionne comme prévu et les jeunes filles remontent le long de la cheminée grâce à une échelle de corde. Le dirigeable rejoint alors la tour Eiffel et le champ de Mars, où Emma Calvé chante un air divin en l'honneur des petites filles et de Dilili. Les petites filles enlevées retrouvent leurs parents et le réseau des Mâles-Maîtres est démantelé. Pour Dilili, la vie à Paris ne fait que commencer.

## Fiche technique
Sauf indication contraire, les informations mentionnées dans cette section peuvent être confirmées par la base de données cinématographiques IMDb,  présente dans la section « Liens externes ».
- Réalisation : Michel Ocelot
- Scénario : Michel Ocelot
- Musique : Gabriel Yared
- Montage : Patrick Ducruet
- Animation : Mac Guff, Les fées spéciales
- Production : Philip Boëffard et Christophe Rossignon
  - Co-production : Olivier Père
- Sociétés de production : Nord-Ouest Productions, Studio O, Arte France Cinéma, Mars Films, Wild Bunch, Artémis Productions, Senator Film Produktion, Mac Guff, Radio-télévision belge de la Communauté française, Shelter Prod, Voo, BeTV ; SOFICA : Cofinova 13
- Société de distribution : Mars Films (France)
- Pays de production :  France,  Allemagne,  Belgique[1]
- Langue originale : français
- Genre : animation, aventure et historique
- Durée : 95 minutes
- Dates de sortie :
  - France : 11 juin 2018 (Festival international du film d'animation d'Annecy), 10 octobre 2018 (sortie nationale)
  - Suisse romande : 10 octobre 2018
  - Belgique : 24 octobre 2018
  - Québec : 21 décembre 2018

## Distribution
Sauf indication contraire, les informations mentionnées dans cette section peuvent être confirmées par la base de données cinématographiques IMDb,  présente dans la section « Liens externes ».
- Prunelle Charles-Ambron : Dilili
- Enzo Ratsito : Orel
- Natalie Dessay : Emma Calvé
- Elisabeth Duda : Marie Curie, Gertrude Stein, Comtesse Greffülhe, Madeleine Lemaire
- Olivier Voisin : Erik Satie
- Liliane Rovère : Louise Michel
- Bruno Paviot : Lebeuf, Pasteur, les frères Lumière, l'égoutier
- Jérémy Lopez : Toulouse-Lautrec, Poiret, Vallotton, le Mâle-Maître cocher
- Harrison Arevalo : Picasso
- Thissa d'Avila Bensalah : Colette, Camille Claudel, Suzanne Valadon, Berthe Morisot
- Michel Elias : Renoir, Brancusi, Renan, le Mâle-Maître à l'opéra, le faux vieillard, l'imprésario
- Nicolas Planchais : Diaghilev, le Grand Mâle-Maître, Bancroche
- Pascal Pestel : Modigliani
- Paul Bandey : le prince de Galles, futur Édouard VII[2]
- Isabelle Guiard : Sarah Bernhardt, Anna de Noailles, La Goulue, la maîtresse surveillante, la mère de famille
- Karim M'Riba : Debussy
- Olivier Claverie : Degas, Monet, Eiffel, Rodin, Clémenceau, le commissaire de police
- Nicolas Lormeau : Le Douanier Rousseau, Proust, André Gide, Chocolat, Bourdelle, le Mâle-Maître surveillant
- Nicolas Gonzalès : Santos-Dumont, Reynaldo Hahn, Ravel
- Julien Azoulay : Matisse
- David Bertrand : Marinetti
- Swan Mirabeau : Ève et Irène Curie
- Serge Bagdassarian : le vendeur assiette au beurre, le Mâle-Maître vélo, Randolphe, l'inspecteur au Moulin-Rouge

## Production

### Scénario

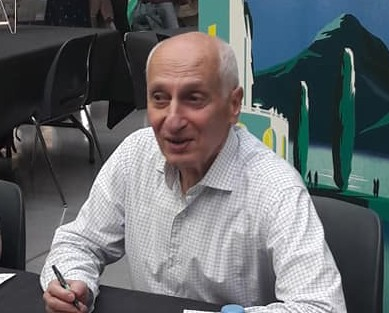
Le cinéaste Michel Ocelot, pour l'avant-première du long-métrage au festival international du film d'animation d'Annecy 2018.

Début juillet 2014, Michel Ocelot annonce que son prochain film s'intitulera Dilili à Paris et aura pour héroïne une enfant métisse de Nouvelle-Calédonie qui arrive à Paris. Il dit également son intention de mettre en scène les femmes célèbres du Paris de 1900.
Au cours de son travail de documentation, Michel Ocelot se renseigne sur les zoos humains de l'Exposition universelle de Paris en 1900 auprès d'Emmanuel Kasarhérou, conservateur au musée du Quai Branly à Paris. Il apprend ainsi que parmi les Kanaks et les Africains ainsi exposés, « beaucoup d'entre eux étaient volontaires, avaient un contrat, étaient payés. Il y a sans doute eu des abus, mais d’une façon générale, on n’aurait pas pu retenir des gens qui refusaient leur sort, le spectacle aurait été mauvais ». Cela explique que, dans le film, Dilili a un contrat et est volontaire pour aller à Paris. Mais elle souhaite découvrir à son tour le quotidien des Parisiens et c'est à ce moment qu'elle se trouve en butte aux préjugés racistes et colonialistes de l'époque.
Le scénario contient de nombreuses allusions aux célébrités, mais aussi aux réalités quotidiennes, du Paris de la Belle Époque. Dilili rencontre de nombreuses personnalités de cette époque, parmi lesquelles l'actrice Sarah Bernhardt, la scientifique Marie Curie, les peintres Henri de Toulouse-Lautrec, Amedeo Modigliani, Pablo Picasso, Claude Monet, Le Douanier Rousseau et Auguste Renoir, le scientifique Louis Pasteur, l'ingénieur Gustave Eiffel, les compositeurs Erik Satie et Claude Debussy, la femme politique Louise Michel (qui a été son institutrice), la cantatrice Emma Calvé (qui l'aide dans son enquête), la romancière Colette, les écrivains Aristide Bruant et Marcel Proust, l'artiste clown de cirque Chocolat, l'aviateur Alberto Santos-Dumont, les illusionnistes Auguste et Louis Lumière, le militaire Ferdinand von Zeppelin, et les sculpteurs Auguste Rodin et Camille Claudel.
Ocelot met en scène la société secrète comme moyen de dénoncer les violences que des hommes font subir aux femmes partout dans le monde. Il « ne vise pas une secte ou une religion en particulier » car « des hommes qui piétinent les femmes, il y en a partout, hélas ». Ocelot présente ainsi le film comme une « parabole ».

### Animation
Dans ce film, on retrouve la touche artistique de son œuvre Azur et Asmar avec cependant un nouvel effet artistique qui consiste à incruster l'animation dans des photos retouchées de lieux et de monuments parisiens ainsi que des ambiances d'époque intégrées aux décors.[réf. nécessaire] Les décors, basés sur des prises de vues réelles de Paris, font la part belle aux monuments de style Art Nouveau.

### Musique
La musique est composée par Gabriel Yared, collaborateur de longue date de Michel Ocelot. La cantatrice Natalie Dessay, qui double la voix de la chanteuse Emma Calvé, interprète plusieurs chansons ou airs musicaux dans le film : L'Amour est enfant de Bohême extrait de l'opéra Carmen de Georges Bizet, un air extrait de l'opéra Pelléas et Mélisande de Claude Debussy, ainsi que les chansons Cantate et Chanson Victoire. Gabriel Yared interprète lui-même la chanson de l'orgue de Barbarie. Michel Ocelot donne toutes les informations possibles au compositeur aussi à l'avance que possible afin qu'il ait le temps de réfléchir à ses compositions : il lui transmet dans un premier temps le scénario et des dessins préparatoires, puis l'animatique (une vue préparatoire du film découpé en plans fixes). Certaines chansons sont enregistrées avant la fabrication de l'animation du film afin d'assurer la cohérence entre le rythme de la musique et les mouvements des personnages : c'est le cas de la chanson Le Soleil et la Pluie et de la grande cantate finale. Une fois l'animation terminée, Ocelot et Yared se sont entendus sur les moments du film qu'il convenait de soutenir le plus à l'aide de la musique, avant que le compositeur ne termine son œuvre.

## Diffusion
Le film est présenté à l'ouverture du 42e festival international du film d'animation d'Annecy en juin 2018.

## Accueil critique
À sa sortie en France en octobre 2018, le film reçoit un accueil allant généralement du bon au très bon dans la presse française. Le site Allociné confère au film une note globale de 3,6 sur une échelle de 5 sur la base de 26 critiques de presse, avec deux critiques donnant 5/5, quatorze donnant 4/5, huit donnant 3/5, une donnant 2/5 et une donnant 1/5.
Parmi les meilleures critiques, le quotidien gratuit CNews fait l'éloge d'un film « splendide et féministe ». L'hebdomadaire culturel Télérama évoque un travail graphique « stupéfiant » et un scénario d'enquête rappelant les romans de Gaston Leroux, avec mystères et passages secrets. Guillemette Odicino apprécie également la mise en scène de Marie Curie et d'Emma Calvé comme héroïnes que le réalisateur dessine avec « énormément de respect ». L'abondance des références fait du film « un véritable objet culturel à partager entre les enfants et leurs parents qui devront se muer en doux professeurs ».
Dans le quotidien Le Monde, Véronique Cauhapé signe une critique globalement favorable mais avec plus de réserves. Elle apprécie le « plaidoyer féministe » du film, tout en regrettant que le réalisateur « mène son plaidoyer pour les droits communs avec virulence, quitte à sacrifier la subtilité qui fut propre à ses précédentes œuvres ». La tenue dont sont affublées les petites filles kidnappées par les Mâles-Maîtres « peut évoquer le niqab », même si le film « prend ses distances vis-à-vis d'une interprétation trop spécifique ». La critique regrette également que la mise en scène de nombreux personnages historiques du Paris de l'an 1900 « vire un peu au catalogue, au risque parfois de rendre un peu fastidieuse la leçon d’histoire qu’elle est susceptible de servir ».

## Box-office
Au cours de sa première semaine d'exploitation dans les salles françaises, Dilili à Paris est exploité dans 510 salles et rassemble 134 350 entrées. En deuxième semaine, il est exploité dans 30 salles supplémentaires et il attire environ 95 780 entrées, soit un peu plus de 230 000 entrées au total. En troisième semaine, le film est déployé sur 763 salles et rassemble 142 941 entrées supplémentaires, soit plus de 370 000 entrées au total. En quatrième semaine, le film, présent dans 652 salles, attire 75 230 entrées supplémentaires et totalise ainsi plus de 448 300 entrées. Au bout de 11 semaines, replié sur seulement 283 salles, le film attire un peu moins de 42 000 entrées supplémentaires et totalise un peu plus de 619 300 entrées.
| Pays ou région    | Box-office      |
| ----------------- | --------------- |
| France            | 684 984 entrées |
| Belgique          | 16 300 entrées  |
| Italie            | 41 926 entrées  |
| Total hors France | 121 880 entrées |
| Total Monde       | 806 864 entrées |

## Produits dérivés
La bande originale du film est éditée en CD audio par Sony Classical en octobre 2018.

## Distinctions

### Récompenses
- Le personnage de Dilili a été nommé « messagère de l'UNICEF » par l'UNICEF (Fonds des Nations unies pour l'enfance) en septembre 2018, en raison des valeurs qu'il défend dans le film, à savoir le combat pour l'émancipation des filles et l'égalité entre les sexes[12].
- Festival international du film de fiction historique 2018 : Prix presse du meilleur long métrage
- 24e cérémonie des Lumières : Lumière du meilleur film d'animation[13],[14]
- César 2019 : César du meilleur film d'animation pour Michel Ocelot